# اسندون غربی، ویکتوریا
اسندون غربی (به انگلیسی: Essendon West) یک حومه شهر در استرالیا است که در City of Moonee Valley واقع شده‌است. این حومه در حدود ۴۳کیلومتری شمال منطقه کسب و کار مرکزی سیدنی، از سال ۲۰۱۶ در منطقه شهرداری شورای سواحل شمالی، سیدنی، نیو سات ولز، استرالیا، که قبلاً بخشی از شورای پیتواتر است. موقعیت آن در سواحل غربی پیتواتر در پارک ملی در کنار ساحل کورا ونگ و در نزدیکی ساحل پالم قرار دارد.